# Sainte-Radégonde-des-Noyers
Sainte-Radégonde-des-Noyers is een gemeente in het Franse departement Vendée (regio Pays de la Loire) en telt 765 inwoners (2004). De plaats maakt deel uit van het arrondissement Fontenay-le-Comte.

## Geografie
De oppervlakte van Sainte-Radégonde-des-Noyers bedraagt 31,5 km², de bevolkingsdichtheid is 24,3 inwoners per km².
De onderstaande kaart toont de ligging van Sainte-Radégonde-des-Noyers met de belangrijkste infrastructuur en aangrenzende gemeenten.

## Demografie
Onderstaande figuur toont het verloop van het inwonertal (bron: INSEE-tellingen).

1. ↑  Populations de référence 2022.